# 94e régiment d’infanterie
Das 94e régiment d’infanterie war ein Infanterieverband im Französischen Heer. Aufgestellt wurde es 1706 als Régiment Royal-Bavière der königlich französischen Armee. Da es als ausländisches Regiment zum größten Teil aus Ausländern bestand, wurde es im französischen Militärjargon als régiment étranger (Fremdenregiment) bezeichnet. 1780 wurde es in Régiment Royal Hesse-Darmstadt umbenannt. Der Zusatz Royal sagte aus, dass es ein Regiment der Krone war, der Regimentsinhaber (Colonel) war somit der König selbst, und es wurde von einem Colonel en second militärisch geführt.

## Mestres de camp/Colonels
Mestre de camp war von 1569 bis 1661 und von 1730 bis 1780 die Rangbezeichnung für den Regimentsinhaber und/oder für den mit der Führung des Regiments beauftragten Offizier. Die Bezeichnung „Colonel“ wurde von 1721 bis 1730, von 1791 bis 1793 und ab 1803 geführt.
Nach 1791 gab es keine Regimentsinhaber mehr.
Sollte es sich bei dem Mestre de camp/Colonel um eine Person des Hochadels handeln, die an der Führung des Regiments kein Interesse hatte (wie z. B. der König oder die Königin), so wurde das Kommando dem „Mestre de camp lieutenant“ (oder „Mestre de camp en second“) respektive dem „Colonel-lieutenant“ oder „Colonel en second“ überlassen.
- 1. Januar 1709: Emmanuel-François-Joseph de Bavière
- 20. Februar 1734: Emmanuel-François-Joseph de Bavière wurde mit diesem Datum zum Maréchal de camp befördert. Die Führung des Regiments ging an den bisherigen Mestre de camp en second, Antoine Henri de Zastrow.
- 5. Oktober 1735: Mestre de camp en second de Gunntherode
- 1747: Der Regimentsinhaber, Emmanuel-François-Joseph, Comte de Bavière, fiel in der Schlacht bei Lauffeldt und wurde durch seinen Neffen Emmanuel-Joseph, Comte d’Helfenberg, ersetzt. Dieser war ein natürlicher Sohn des bayerischen Kurfürsten und Kaisers Karl VII.
- 25. März (oder 13. Oktober) 1748: Graf Karl von Helfenberg (gefallen am 16. Juli 1760)
- 15. August 1760: Graf Adam von Löwenhaupt
- 25. Juni 1775: Karl Graf von Daun
- 15. April 1780: Regimentsinhaber Ludwig X. Landgraf von Hessen-Darmstadt

, vertreten durch Colonel-lieutenant Pirsch
- 14. März 1782: Regimentsinhaber Friedrich-Ludwig, Prinz von Hessen-Darmstadt, vertreten durch Colonel-lieutenant Desroches
- 21. Oktober 1791: Jacques d’Alençon
- 23. November 1791: Frédéric-Charles de Haack
- 20. Dezember 1791: Nicolas de Roques
- 16. Mai 1792: André Hamilton
- 1869: Colonel de Geslin

## Aufstellung und signifikante Änderungen
Das Regiment wurde im Jahre 1706 während des Spanischen Erbfolgekrieges in Alessandria als Verband der kurbayerischen Armee aufgestellt und am 1. Januar 1709 dem König von Frankreich überlassen. Colonel en second war Emmanuel-François-Joseph de Bavière, Comte de Bavière genannt, der uneheliche Sohn des Kurfürsten von Bayern. Es war das letzte Regiment, das in der französischen Armee während der Regierungszeit von König Ludwig XIV. in Dienst genommen wurde. Es bestand ursprünglich aus zwei Bataillonen, erhielt jedoch 1715 das Régiment d’Hesse-Darmstadt eingegliedert und wurde im Zuge der Reorganisation der Infanterie im Jahre 1760 aus dem aufgelösten Infanterieregiment La Dauphiné auf ein drittes Bataillon verstärkt. Mit Anordnung vom 15. April 1780 wurde der Name des Regiments geändert, es hieß von nun an Régiment Royal Hesse-Darmstadt. In der Rangfolge der Infanterieregimenter rangierte es zunächst an 101. Stelle, 1757 nahm es die Nummer 86 ein.
Im Zuge der Französischen Revolution wurde 1791 die Armee umorganisiert, die Regimenter verloren ihre Namen und wurden nur noch nach Nummern bezeichnet.
Es hieß von nun an 94e régiment d’infanterie de ligne (ci-devant Royal-Bavière).
Mit der sogenannten Premier amalgame wurde das Regiment aufgeteilt. Das 1. Bataillon wurde am 31. Dezember 1794 in die „171e demi-brigade de bataille“ eingegliedert, das 2. Bataillon wurde am 26. März 1794 zur Aufstellung der „172e demi-brigade de bataille“ herangezogen. Damit endete zunächst die Tradition des Regiments, bis sie im Jahre 1803 nach der Aufstellung eines neuen „94e régiment d’infanterie“ fortgesetzt wurde.
- 1815: Bei der Wiederaufstellung der Napoleonischen Armee während der Herrschaft der Hundert Tage wurde das Regiment nicht mehr berücksichtigt.
- 1855: Das im Jahre 1820 aufgestellte 19. leichte Infanterieregiment wurde in ein Linieninfanterieregiment umgewandelt und erhielt die Nr. 94 zugewiesen. Die Traditionslinie wurde auf das „19e régiment d’infanterie légère“ übertragen und somit hier nicht unterbrochen.
- 1940: Bei Beendigung der Kampfhandlungen nach dem deutschen Westfeldzug wurde das Regiment aufgelöst.
- 1956: Wiederaufstellung
- 1964: Auflösung
- 1967: Wiederaufstellung
- 1993: Auflösung

## Regimentsfahne
Das Regiment führte gegen Ende des 17. Jahrhunderts noch 18 Fahnen (eine pro Kompanie). Später wurde das aus Gründen der Übersichtlichkeit auf eine pro Bataillon reduziert.

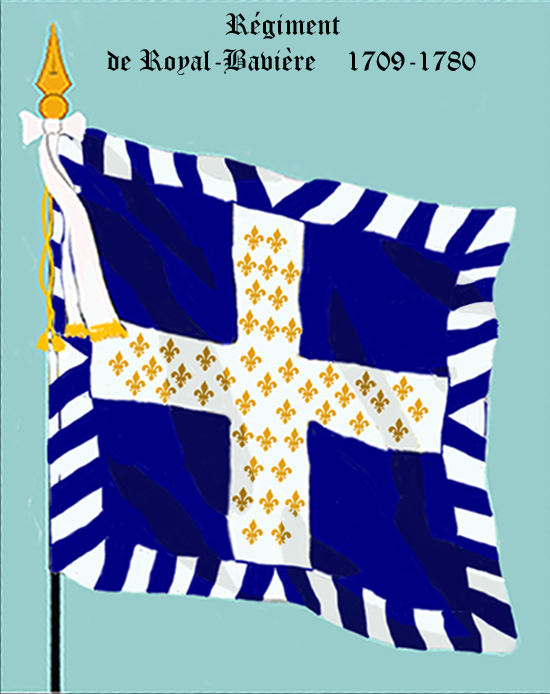
Ordonnanzfahne des Regiments Royal-Bavière
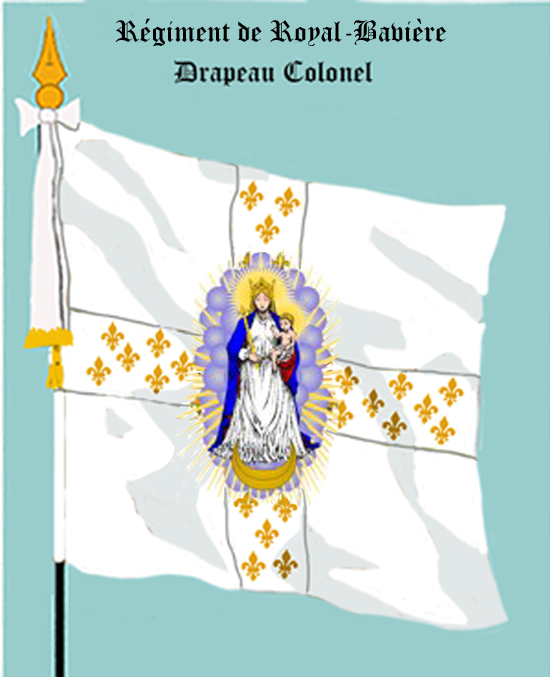
Leibfahne des Regiments Royal-Bavière
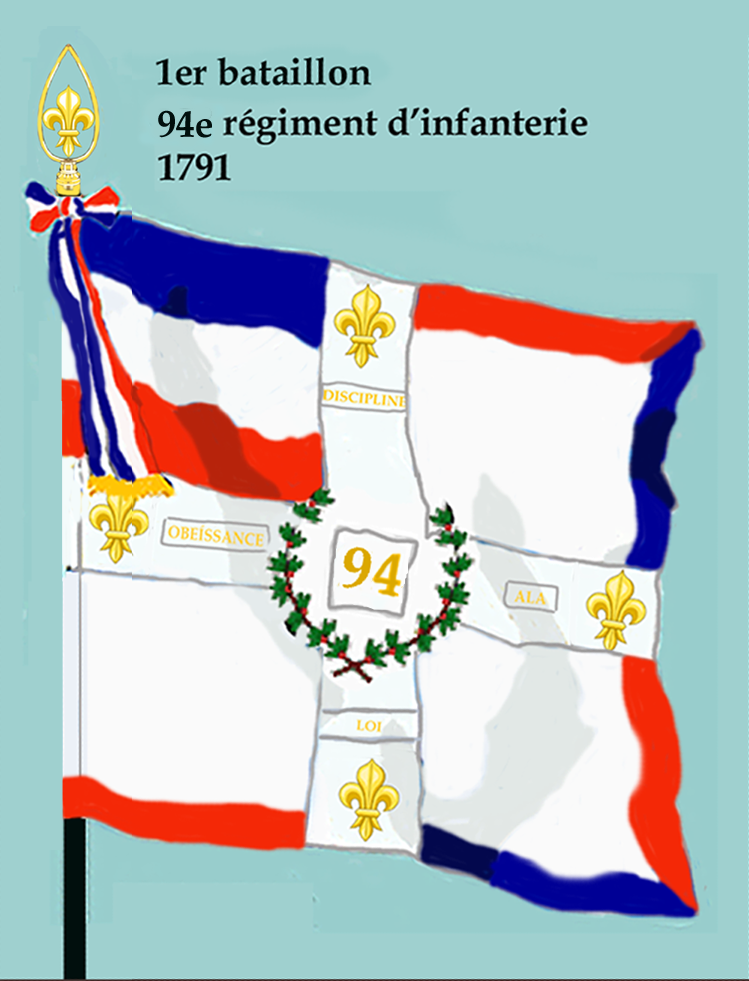
Fahne des 1. Bataillons 1791 bis 1793
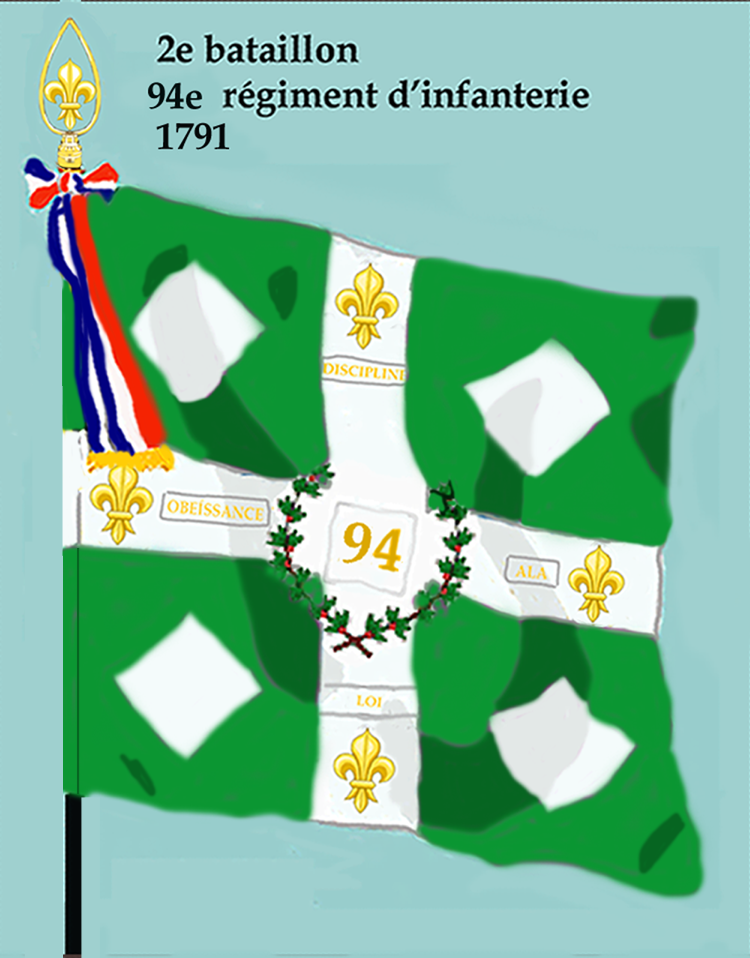
Fahne des 2. Bataillons 1791 bis 1793

## Uniformierung des 18. Jahrhunderts

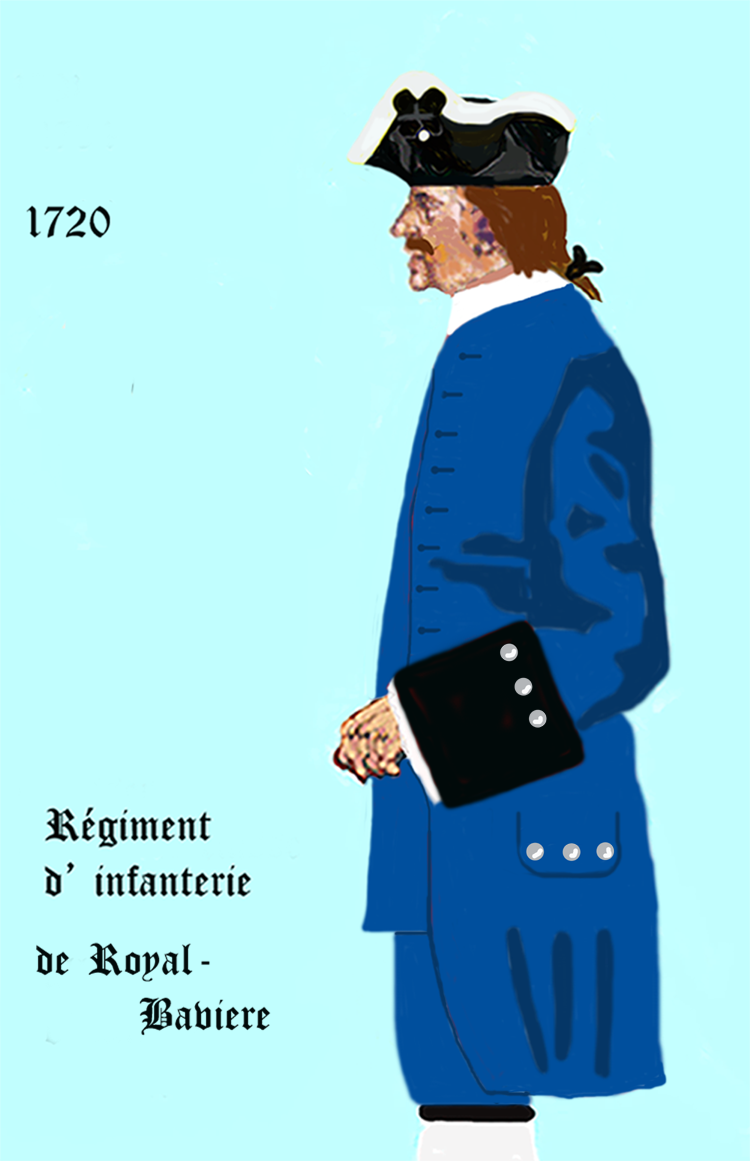
1720–1734
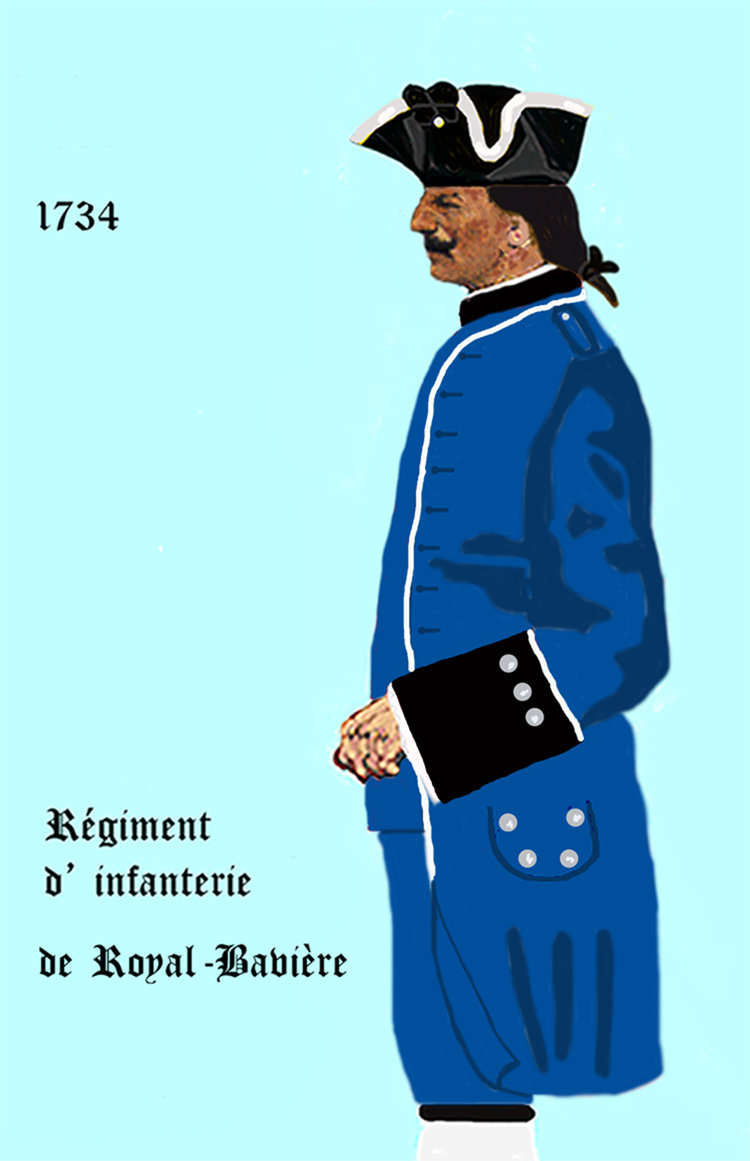
1734–1740
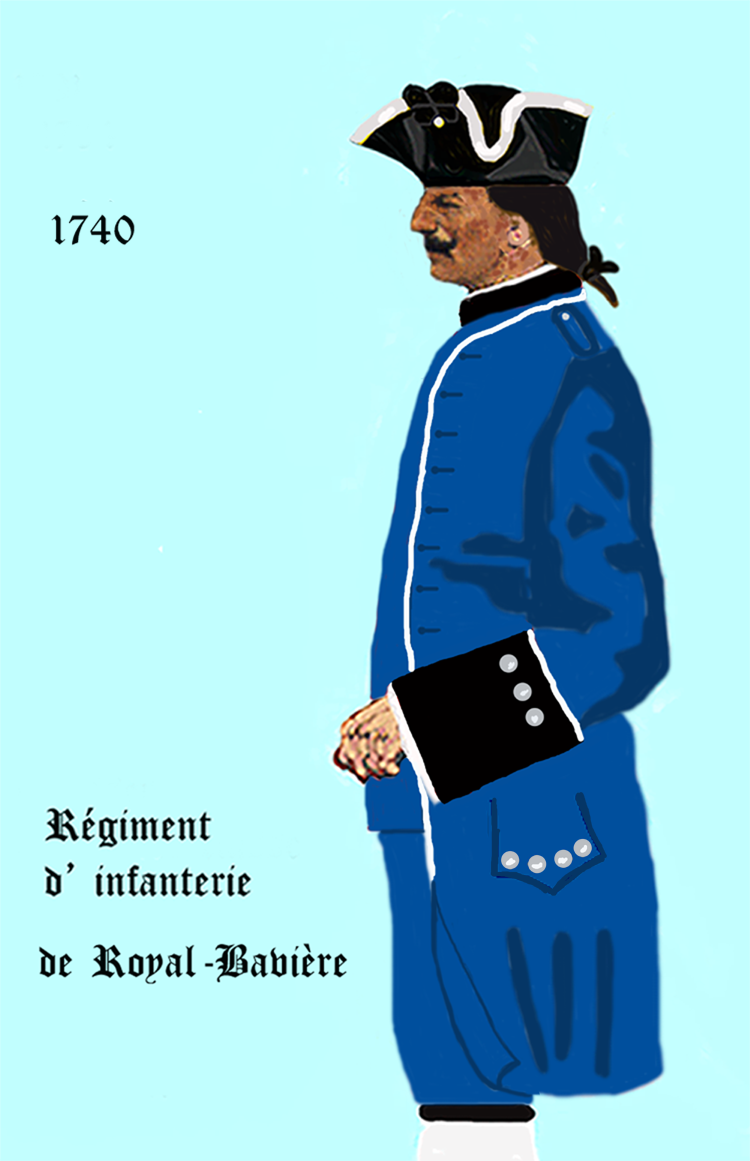
1740–1757
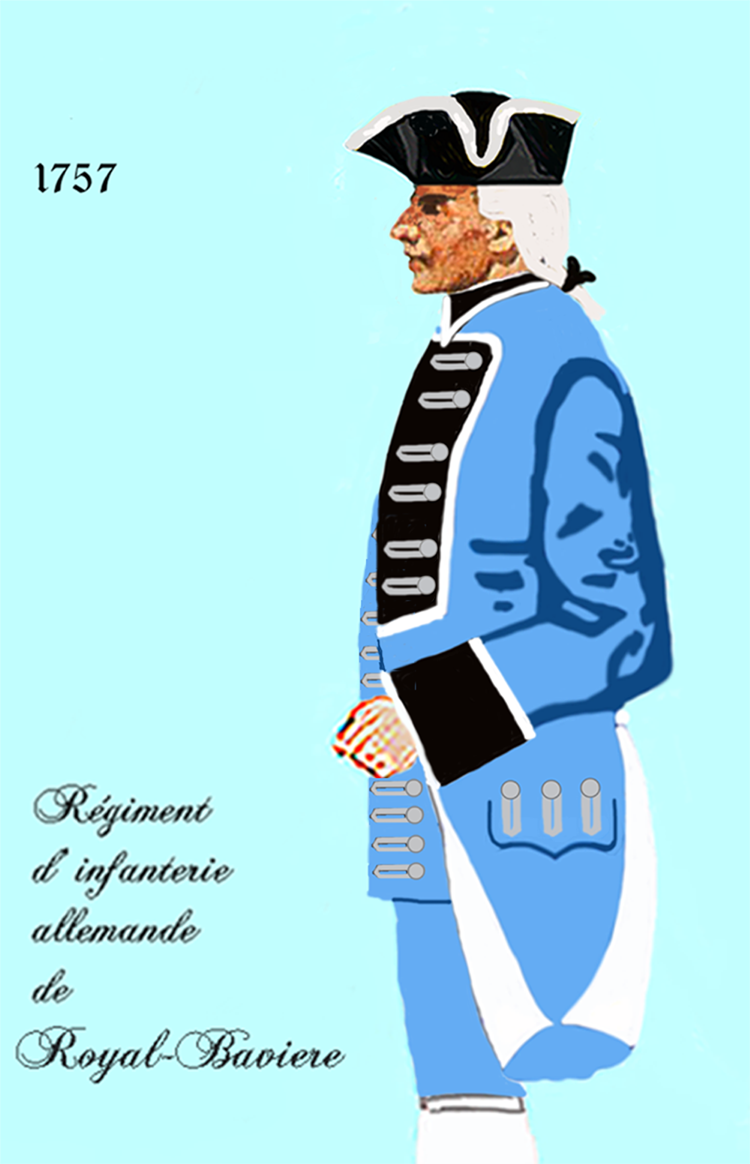
1757–1762
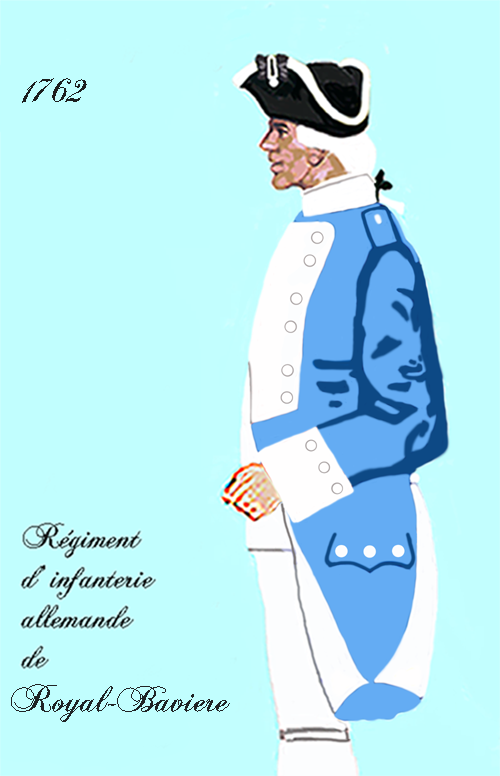
1762–1776
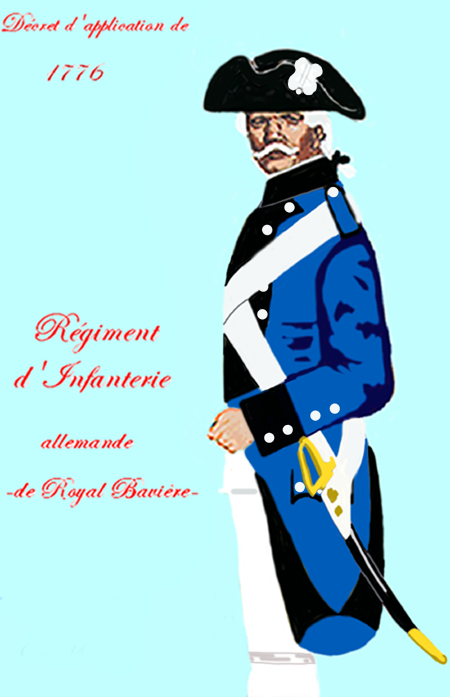
1776–1791
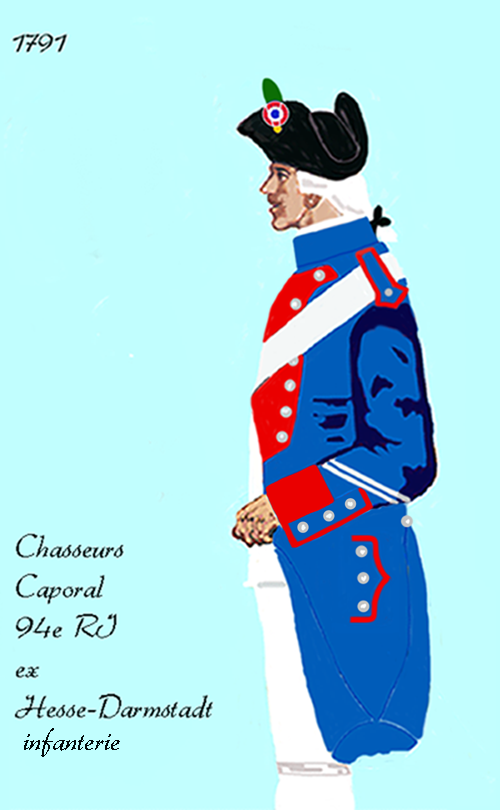
1791–1792
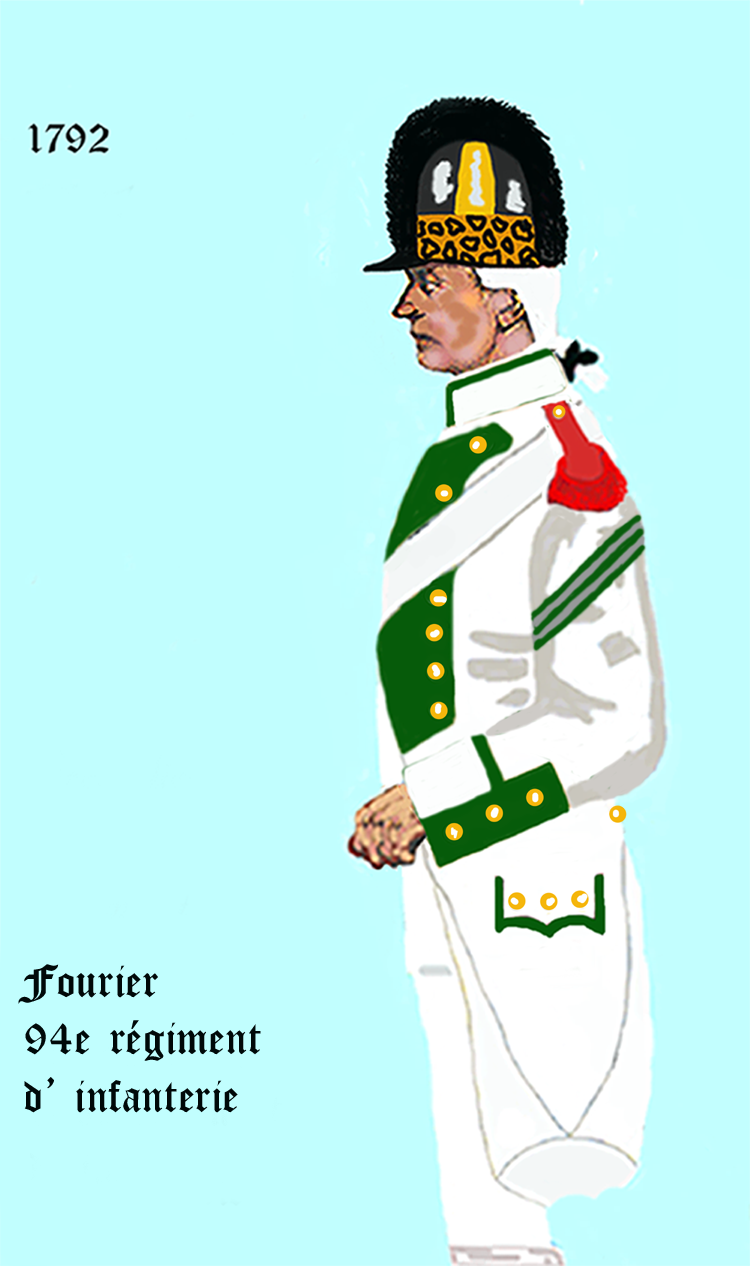
1792–1794

## Gefechtskalender

### Spanischer Erbfolgekrieg 1701 bis 1714
- 1708 bis 1712: Einsatz an der Lauter und an der Saar

Im Oktober 1709 wurde es beauftragt, zusammen mit dem Régiment de Rouergue und dem Régiment d’Enghien das Gebiet an der Saar zu überwachen.
- 1713: Einsatz bei der Einnahme von Landau und Freiburg

### 1714 bis 1733
Es bezog dann Garnison in Straßburg, wo am 10. Juni 1715 das deutsche Régiment de Reding eingegliedert wurde. („Reding“ wurde jedoch im gleichen Jahr wieder aufgestellt und wechselte in den Dienst des Kurfürsten von Bayern.)

### Polnischer Thronfolgekrieg (1733 bis 1738)
1733: Am 12. November marschierte es mit dem Régiment de Pons, dem Régiment de La Marine und dem Régiment d’Alsace in die Markgrafschaft Baden, um hier die Arbeiten an den Erdwerken abzuschließen, die die Brücke über den Rhein decken sollten.
- 1734: Angriff auf die Ettlinger Linien und Beteiligung an der Belagerung von Philippsburg. Hier konnten die Grenadiere des 2. Bataillons das Régiment des Gardes françaises bei der Einnahme einer vorgeschobenen Feldbefestigung unterstützen. Nach dem Ende des Feldzuges wurde das Regiment nach Italien kommandiert, wo es an der Einnahme von Revere und Gonzaga beteiligt war.
- 1736: Im September erfolgte die Rückkehr nach Frankreich und die Verwendung als Garnison im Fort-Louis.

### Österreichischer Erbfolgekrieg (1740 bis 1748)
- 1741: Das Regiment war Teil der ersten Truppen, die zum Schutz des bayerischen Kurfürsten (und gewählten deutschen Kaisers) abgestellt wurden.
- 1742: Belagerung von Prag. Im Februar war das 2. Bataillon unter Capitaine de Montigny zum Schutz der Brücke von Kotzerad und des Schlosses Kamperburg eingesetzt. Es war stark an der Unterstützung der Vorposten gegen die Angriffe der österreichischen Husaren beteiligt und kehrte am 16. Mai in die Stadt zurück. Hier war auch das 1. Bataillon wieder eingetroffen, das unter dem Lieutenant-colonel de Gunntherode bei Sahay gekämpft hatte. Das Regiment, das inzwischen auf 800 Mann Personalbestand gesunken war, hatte einen großen Anteil an der Verteidigung von Prag und erwarb sich Verdienste beim erfolgreichen Ausbruch aus der Stadt am 22. August.

Die Franzosen zogen nach Westen ab und wurden dabei von den nachdrückenden Österreichern verfolgt. Das 2. Bataillon von Royal-Bavière bildete die letzte Formation der Nachhut und konnte durch starke Abwehr dafür sorgen, dass sogar die eigenen Verwundeten nicht zurückbleiben mussten. Das Regiment kam dann nach Eger, wo es bis zum Frühjahr des nächsten Jahres verblieb.
- 1743: Im April wurde die Einheit an die Donau verlegt und kehrte im Juni nach Frankreich zurück.

Der Winter wurde in Wissembourg verbracht.
- 1744: Kämpfe in der Kurpfalz. Das 2. Bataillon stand in einem Gefecht im Wald von Rheinzabern. Am 5. Juli wurde Weissenburg angegriffen, das Karl Alexander von Lothringen besetzt hielt. Das 1. Bataillon unter Colonel-lieutenant de Gunntherode überwand die Mauern auf der Weinbergseite, während die Angehörigen des 2. Bataillons unter dem Kommando von de Montigny durch das Bitscher Tor eindrangen. Nach schwerem Kampf hatte man das ungarische Infanterieregiment „Forgatz“ besiegt. Es konnten der Regimentskommandant, der Colonel Forgatz, und 259 Mann seines Regiments gefangen genommen werden.

Aus den eigenen Reihen waren die Capitaines Bruckner und Lallemand, die Lieutenants Victor, Chandollet, d’Herbaumont und Brudon, dazu 77 Unteroffiziere und Mannschaften gefallen. 123 Mann, darunter drei Lieutenants, wurden verwundet.

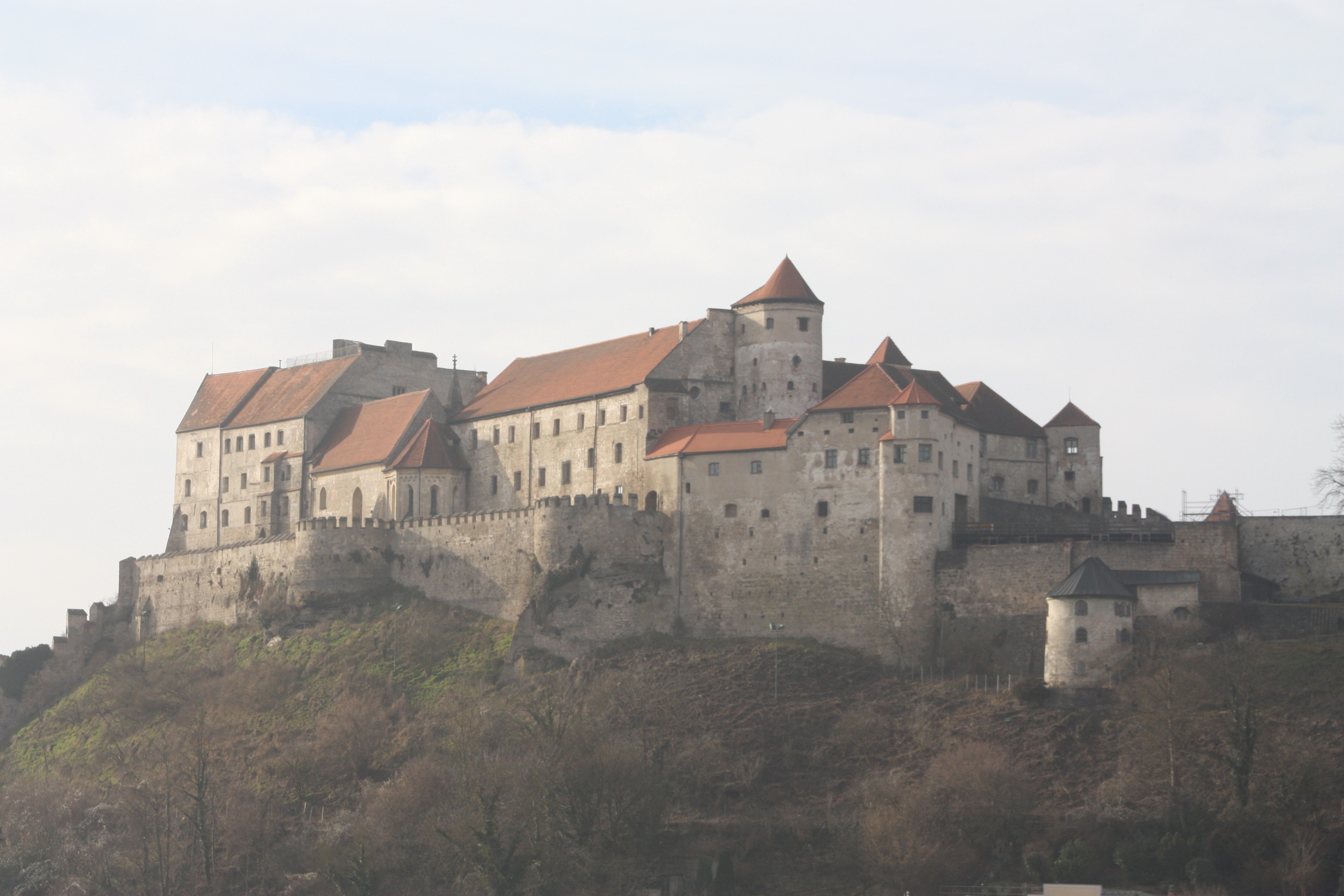
Feste Burghausen

Nach dem Rückzug der Österreicher über den Rhein folgte ihnen „Royal-Bavière“ bis nach Passau. Es folgten Kämpfe bei der Belagerung von Freiburg im Breisgau und bei der Einnahme von Stadt und Festung Burghausen. Hier traf es ein zweites Mal auf das neu aufgestellte Regiment Forgatz.
- 1745: In Deutschland konnte es sich unter dem Comte de Ségur im Gefecht bei Paffenhofen auszeichnen. Es war Teil der Nachhut und konnte beim Durchqueren eines Sumpfes die Kriegskasse zurückerobern, die dem Feind bereits in die Hände gefallen war. Nach Beendigung der Kampfhandlungen der französischen Truppen in diesem Gebiet wies das Regiment noch eine Stärke von 1094 Mann auf.
- 1746: Das bereits sehr abgewirtschaftete Regiment wurde bei Abwehrkämpfen am Rhein eingesetzt.
- 1747: Royal-Bavière befand sich an der Var, wo es bereits zum dritten Mal auf das Regiment Forgatz traf, mit dem es um den Übergang bei Verdon kämpfte. Die Österreicher konnten geschlagen und zum Abzug nach Castellane gezwungen werden.
- 1748: Die Regimenter Royal-Bavière und de Royal-Comtois bezogen Winterquartiere in Voltri. Nach dem Friedensschluss wurde das Regiment auf zwei Bataillone reduziert und nach Korsika verlegt, wo es bis 1753 blieb.

### Siebenjähriger Krieg (1757 bis 1763)
- 1757: Im April Abmarsch aus Longwy. Das Regiment wurde der Armee am Niederrhein unter dem Kommando von Maréchal d’Estrées zugeteilt. Ende Juni des gleichen Jahres befand es sich mit dem Gros der Armee im Feldlager bei Bielefeld. Am 26. Juli kämpfte es in der Schlacht bei Hastenbeck, wo es am linken Flügel in die vordere Angriffskolonne eingeteilt war. Am Jahresende lag das Regiment im Winterquartier in Vienenburg.
- 1758: Ende Januar 1758 wurde das Regiment zu der Armee detachiert, die von Ludwig XV. aufgestellt worden war, um in Böhmen die österreichischen Truppen zu unterstützen. Am 10. Januar erreichte das Regiment Halberstadt. Als jedoch Ferdinand von Braunschweig im Februar seine Offensive nach Böhmen begann, zog sich die französische Armee an den Rhein zurück. Vom 30. April bis zum 4. Mai lag es in der zweiten Linie der Armee des Grafen von Clermont im befestigten Lager vor Wesel. Im Juli des gleichen Jahres wurde es in die Nähe von Friedberg (Hessen) verlegt, wo sich die Armee des Prinzen von Soubise versammelte. Am 23. Juli 1758 war das Regiment in der Schlacht bei Sandershausen in der vordersten Linie des Zentrums eingesetzt. Hier gelang es dem Verband, die angreifende hessische Kavallerie aufzuhalten, die vorher die französische Kavallerie in die Flucht geschlagen hatte. Am 4. Oktober war das Regiment im Brigadeverband mit dem Régiment Royal-Deux-Ponts unter dem Befehl des Marquis de Grillon zur Wegnahme der Brücken über die Lahn kommandiert worden. Der Gegner hatte das erkannt und versuchte sich seinerseits in den Besitz der Brücken zu bringen. Nach einem Gefecht gegen überlegene Kräfte musste sich die Brigade langsam zurückziehen. Durch gestaffeltes Feuer der Bataillone konnten die Hannoveraner auf Distanz gehalten werden, und so gelang es zu entkommen, ohne eine Kanone, einen Verwundeten oder einen einzelnen Munitionswagen zurückzulassen. Einsatz in der Schlacht bei Lutterberg.
- 1759: Gefecht bei Bergen. Das Regiment war am letzten Angriff beteiligt, durch den der Feind aus dem Dorf vertrieben wurde.
- 1760: Die Einheit wurde im Gefecht bei Emsdorf aufgerieben, die Überlebenden gingen in Gefangenschaft. Der als Colonel en second fungierende Comte d’Helfenberg wurde durch eine Kanonenkugel getötet. Neuer Regimentsinhaber wurde Colonel Graf Adam de Löwenhaupt.[2]
- 1761: Zu Beginn des Jahres Verlegung nach Ostende zur Beobachtung der englischen Flottenbewegungen auf der Nordsee. Im gleichen Jahr kehrte es nach Deutschland zurück.
- 1762: Es folgte die Campagne am Niederrhein mit Garnison in Neubreisach.

### Friedenszeit
- 1763: Im Mai Verlegung nach Landau (Pfalz), im Dezember nach Straßburg, im März 1764 nach Landau, im November des gleichen Jahres nach Neubreisach, im August 1765 nach Port-Louis, im Oktober des gleichen Jahres nach Wissembourg, im Oktober 1766 nach Dünkirchen, im Juni 1767 nach St. Omer, im Oktober 1768 nach Lille, im Juli 1769 in das Feldlager bei Compiègne, im Oktober 1771 nach Straßburg, im September 1772 nach Wissembourg, im Juni 1774 nach Landau, im Oktober nach Straßburg, im Mai 1775 nach Landau, im Oktober 1778 nach Wissembourg und Lauterbourg, im Mai 1777 befand sich das Regiment in Wissembourg und Bitche, im November 1777 Verlegung nach Lille, im Juni 1778 nach Eu und Saint-Valéry. Im September verlegte das 1. Bataillon nach Nancy, und das 2. Bataillon marschierte über La Hague und Hennebon nach Brest (Finistère), wo es im Dezember 1781 nach den Antillen eingeschifft wurde. Es kehrte am 5. April 1783 nach Frankreich zurück und wurde zunächst nach Landau in Garnison gelegt. Im Oktober 1783 erfolgte die Verlegung nach Straßburg, im Oktober 1785 nach Port-Louis und im Juni 1786 wieder nach Straßburg. Hier erhielt das Regiment die Nachricht vom Sturm auf die Bastille, worauf es lautstark seine Freude und Zustimmung ausdrückte. In den folgenden Tagen randalierte es in den Wirtshäusern und wurde daraufhin zur „Abkühlung“ nach Neubreisach kommandiert. Hier legte es als erste französische Einheit die Kokarde in den Farben der Trikolore an. Nachdem sich die Gemüter beruhigt hatten, wurde es nach Straßburg zurückbeordert. Im Juni 1790 wurde das 1. Bataillon nach Givet und das 2. Bataillon nach Rocroi verlegt. Im April 1791 wurden die beiden Bataillone in Mézières wieder vereinigt.

### Koalitionskriege
- 1792: Das 1. Bataillon wurde der Zentrumsarmee zugeteilt und nahm an der Kanonade bei Valmy teil. In ihm diente der Sous-lieutenant Honoré-Charles Reille, späterer Maréchal d’Empire. Das Bataillon war an der Eroberung von Belgien beteiligt und verbrachte den Winter in Mechelen. 1793 kämpfte es noch in der Nordarmee und wurde nach der Einnahme von Valenciennes in die Vendée abkommandiert, wo es im Zuge der Premier amalgame am 31. Dezember 1794 in die „171e demi-brigade de bataille“ eingegliedert wurde.

Das 2. Bataillon kämpfte unter Jean-Baptiste Jourdan in der Ardennenarmee und der Sambre-Maas-Armee. Am 26. März 1794 wurde es zur Aufstellung der „172e demi-brigade de bataille“ herangezogen.

### 1815 bis 1848
- 1832: Belagerung der Zitadelle von Antwerpen während der Belgischen Revolution

## Second Empire
Am 1. Januar 1855 wurde das 19. leichte Infanterieregiment zum neuen 94. Infanterieregiment umgegliedert.
Im Krimkrieg eingesetzt, verlor die Einheit bis zum 23. Januar 1856 423 Männer. Im Jahre 1856 wurde es nach Saint-Omer und 1869 nach Rouen verlegt.
Per Dekret vom 2. Mai 1859 musste es eine Kompanie zur Aufstellung des 102e régiment d’infanterie de ligne abgeben.
Im Deutsch-Französischen Krieg wurde es am 1. August 1870 der Armée du Rhin zugeteilt. Zusammen mit dem 93e régiment d’infanterie de ligne bildete es die 2. Brigade unter Général Colin. Das Regiment traf in Metz ein und wurde am 16. August in der Schlacht bei Mars-la-Tour eingesetzt. Hier geriet es in eine Kavallerieattacke und wich panikartig zurück. Am 18. August befand sich die Einheit in Sainte-Marie-aux-Chênes. Die preußische Garde marschierte auf dem Weg in die Schlacht bei Gravelotte auf den Ort zu und geriet hier in massives Flankenfeuer durch das 94e régiment d’infanterie.
Dem von den Kämpfen zermürbten Regiment erteilte Maréchal Canrobert den Befehl, als Nachhut der auf Metz zurückflutenden Truppen zu fungieren. Hier traf es am 29. August ein und geriet mit der Kapitulation der Festung in Kriegsgefangenschaft. Die Regimentsfahne konnte jedoch in Sicherheit gebracht werden.
Mit seinem 4. Bataillon, den Resten des 1. Regiments der Grenadiere der kaiserlichen Garde und entlassenen Kriegsgefangenen wurde das 94e régiment d’infanterie wieder aufgestellt und während dieser Zeit als Garderegiment bezeichnet.
Am 6. Oktober kämpfte es in der Schlacht bei Bellevue.

### 1871 bis 1914

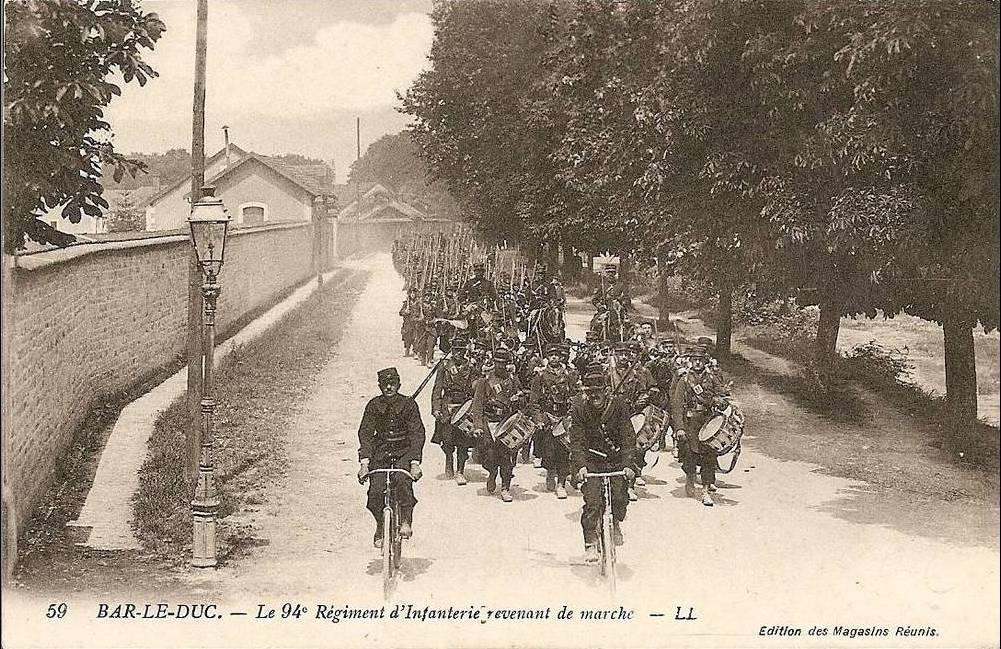
Bar-le-Duc, das 94e RI auf dem Marsch
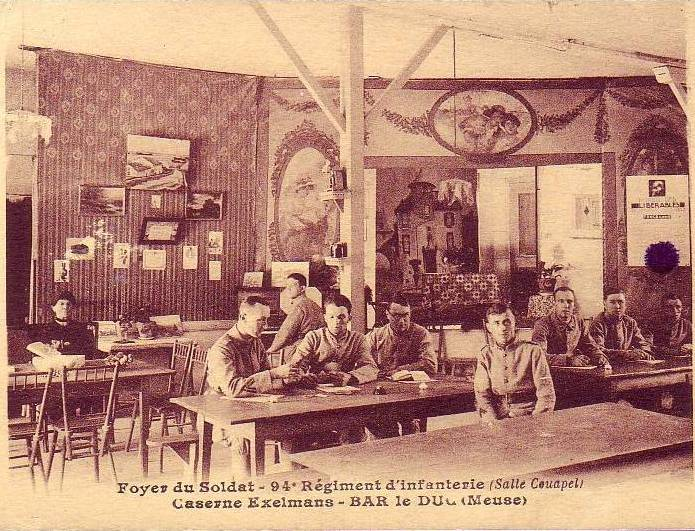
Mannschaftskantine in der „Caserne Exelmans“ in Bar-le-Duc
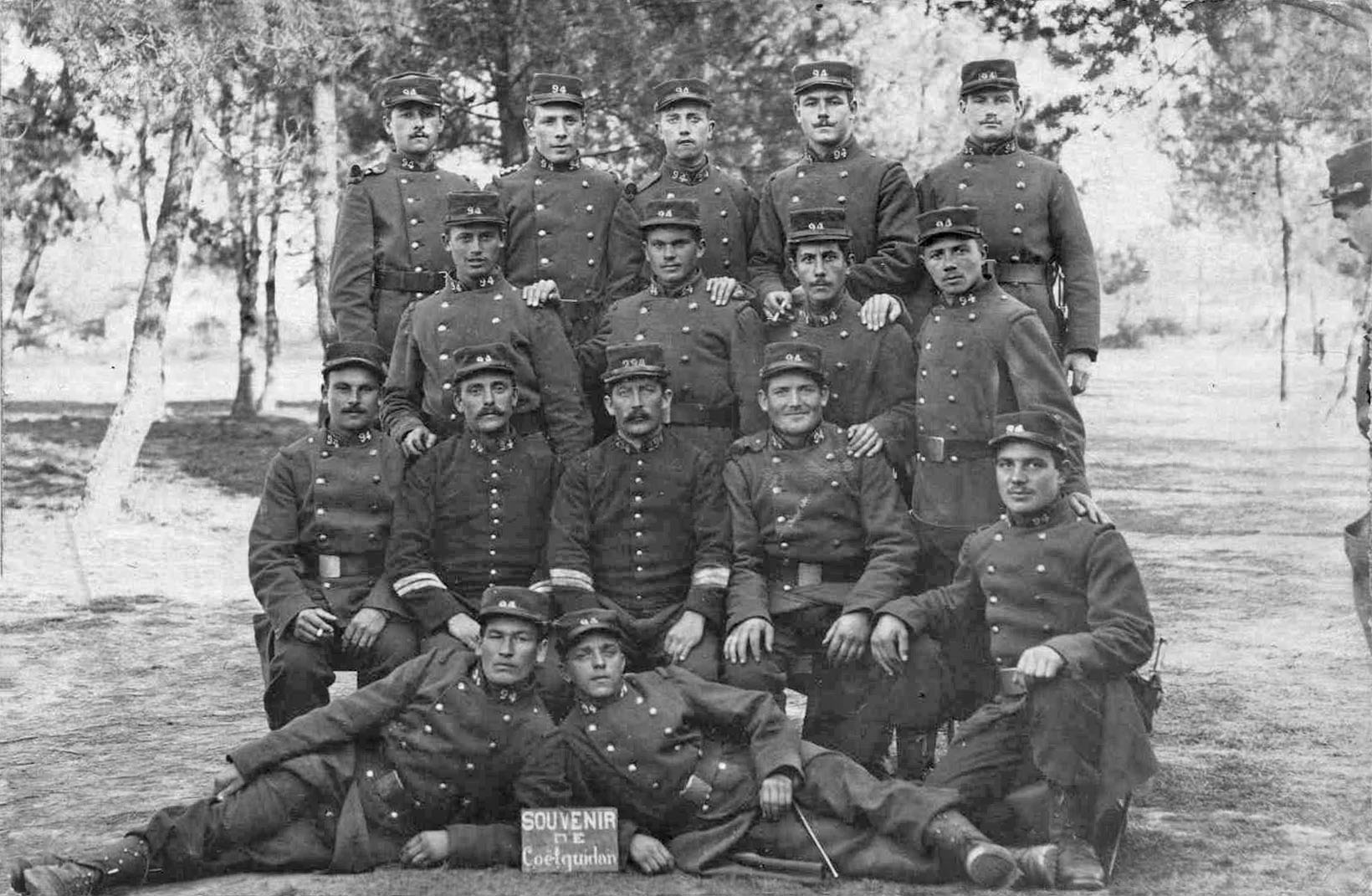
Écoles de Saint-Cyr Coëtquidan, Soldaten des 94e RI vor 1910

Während der Pariser Kommune gehörte das Regiment zu den Einheiten, die am sogenannten Blutsonntag die Aufstände in der Stadt niederschlugen. Am 25. Mai 1871 wurde der Regimentskommandant zum Militärgouverneur von Paris bestimmt. Das Regiment blieb daraufhin bis 1872 in der Hauptstadt und verlegte am 12. September nach Verdun. Im Juli 1880 wurde das Regiment nach Bar-le-Duc verlegt, wo es auf Dauer bleiben sollte.
Im Jahre 1911 wurde es zur Niederschlagung des Aufstandes der Weinbauern in Ay eingesetzt.

### Erster Weltkrieg
Das Regiment wurde in Bar-le-Duc mobil gemacht.

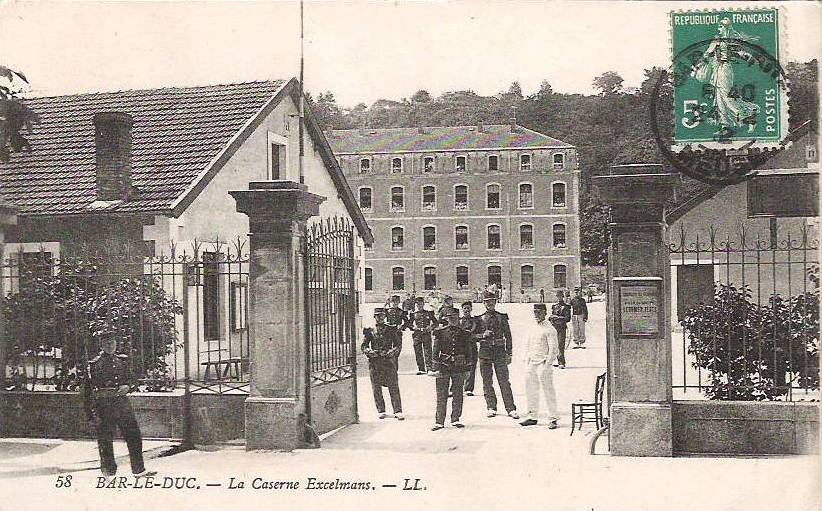
„Caserne Exelmans“ in Bar-le-Duc zu Beginn des 20. Jahrhunderts

- 1914: Das 94e régiment d’infanterie gehörte bei der Mobilmachung zur 83. Infanteriebrigade der 42. Infanteriedivision im 6. Armeekorps von Général Verraux und wurde dann zum 32. Korps abgestellt. Es war in der Ersten Schlacht an der Marne eingesetzt.
- 1915: Vom 2. bis zum 24. September wurden in Arbeitseinsätzen nördlich der Suippe Stellungen angelegt. Trotz des schweren Artilleriebeschusses konnten die Arbeiten erfolgreich zum Abschluss gebracht werden.

Ab dem 25. September bis zum 3. Oktober stand die Einheit im Kampf in der Herbstschlacht in der Champagne.
3. September: Verlegung in die Reserve nach Mourmelon
6. September: Nach Alarmierung Einrücken in die Stellungen vom 25. September, ohne jedoch tätig zu werden
11. Oktober: Das Regiment löste im Saillant T und in den Gräben östlich von Auberive das 103. und das 142. Infanterieregiment ab. Die 7. und die 8. Kompanie blieben als Reserve im Vauban-Wald.
19. Oktober: Ablösung durch das 161. Infanterieregiment. Das 94e RI hatte 14 Offiziere und 778 Unteroffiziere und Mannschaften an Gefallenen, Verwundeten und Vermissten zu verzeichnen.
November/Dezember: Stellungskämpfe in der Champagne
- 1916: Einsatz in der Schlacht um Verdun und in der Schlacht an der Somme
- 1917: Schlacht an der Aisne

Zweiter Einsatz vor Verdun
- 1918: Schlacht bei Amiens

### Zweiter Weltkrieg
Im Jahre 1940 stand das Regiment unter dem Kommando von Colonel Gregy und gehörte zur 42. Infanteriedivision. Die Mobilmachung erfolgte durch das Centre Mobilisateur d’infanterie; Réserve A RI Type NE; (CMI 62) in Bar-le-Duc.
Spätestens mit dem Waffenstillstand von Compiègne wurde es demobilisiert oder aufgelöst. Über die Kämpfe gegen die deutschen Truppen während des Westfeldzuges gibt es zurzeit keine Informationen.

### Nachkriegszeit

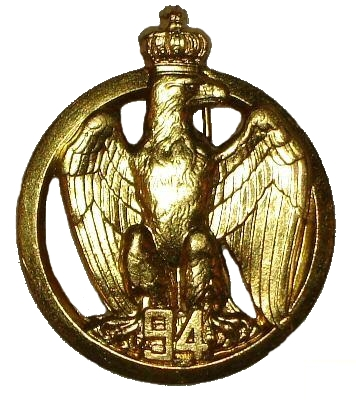
Dieses Barettabzeichen wurde erstmals von den Jagdkommandos in Algerien getragen

Für den Einsatz im Algerienkrieg wurde das Regiment im Jahre 1956 im Camp de Sissonne mit vier Bataillonen neu aufgestellt. Stationiert wurde es im Aurèsgebirge und im Nemencha-Gebiet, das Regimentskommando lag in Khenchela, der Hauptstadt der Provinz Khenchela. Am 1. Oktober wurde das 4. Bataillon aufgelöst und das Personal in das 3. Bataillon eingegliedert. Hauptaufgabe des Regiments war die Gestellung von sogenannten Jagdkommandos zur Bekämpfung der Aufständischen in den ländlichen Regionen.

### Feuereinstellung in Algerien am 19. März 1962
Das 94e RI stellte hier, wie 91 andere Einheiten, vor seinem Abzug 1962 einige der neu gebildeten 114 Einheiten aus lokalen Kräften auf (Unités de la Force locale de l’ordre Algérienne), das 431° UFL-UFO, 432° UFL-UFO und das 433° UFL-UFO. Diese Einheiten bestanden zu 10 % aus der Stadtbevölkerung und zu 90 % aus der Landbevölkerung (franz.: Militaires Musulmans) und dienten als algerisches Militär in der Übergangszeit bis zur Unabhängigkeit der provisorischen algerischen Regierung.
Am 4. Juli 1962 wurde das 1. Bataillon aufgelöst, das 2. Bataillon wurde am 4. Oktober zum 1. Bataillon des 39e régiment d’infanterie bestimmt. Die Regimentsfahne wurde an das Centre d’instruction de santé de l’armée de Terre N° 6 (CISS 6 – Sanitätsausbildungszentrum Nr. 6 des Heeres) übergeben, das inzwischen in die „Caserne Exelmans“ in Bar-le-Duc verlegt worden war.

### Wiederaufstellung und Verwendung
Am 1. September 1967 wurde das Regiment auf der Militärbasis in Étain als motorisierte Einheit wieder aufgestellt. Im Jahre 1975 erhielt es für die schwere Kompanie den Jagdpanzer AMX-13 zugeteilt. 1980 wurde es nach Camp de Sissonne verlegt. Im Jahre 1981 erfolgte die Ausstattung mit dem Radpanzer VAB, es gehörte in dieser Zeit zur 8. Infanteriedivision.
Turnusmäßig stellte es Kompanien nach Neukaledonien ab, ebenso war es mit Kräften im Tschad, in der Zentralafrikanischen Republik, im Libanon und in Ex-Jugoslawien eingesetzt.
Die Einheit wurde 1993 aufgelöst.

## Regimentsfahnen seit Napoleonischer Zeit
Auf der Rückseite der Regimentsfahne sind (seit Napoleonischer Zeit) in goldenen Lettern die Feldzüge und Schlachten aufgeführt, an denen das Regiment ruhmvoll teilgenommen hat.

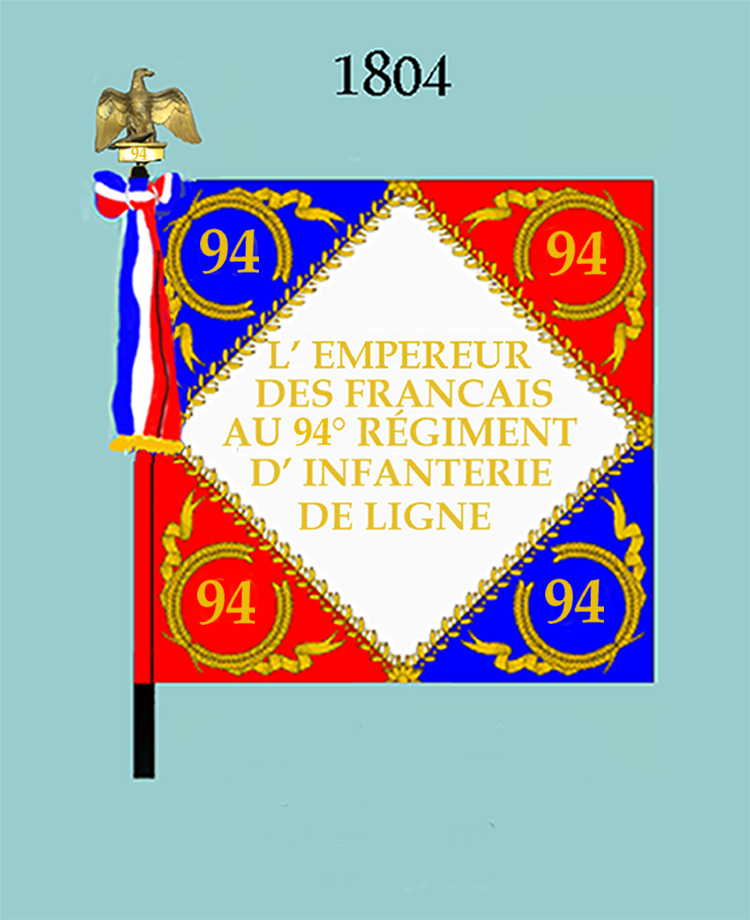
Modell 1804 Vorderseite
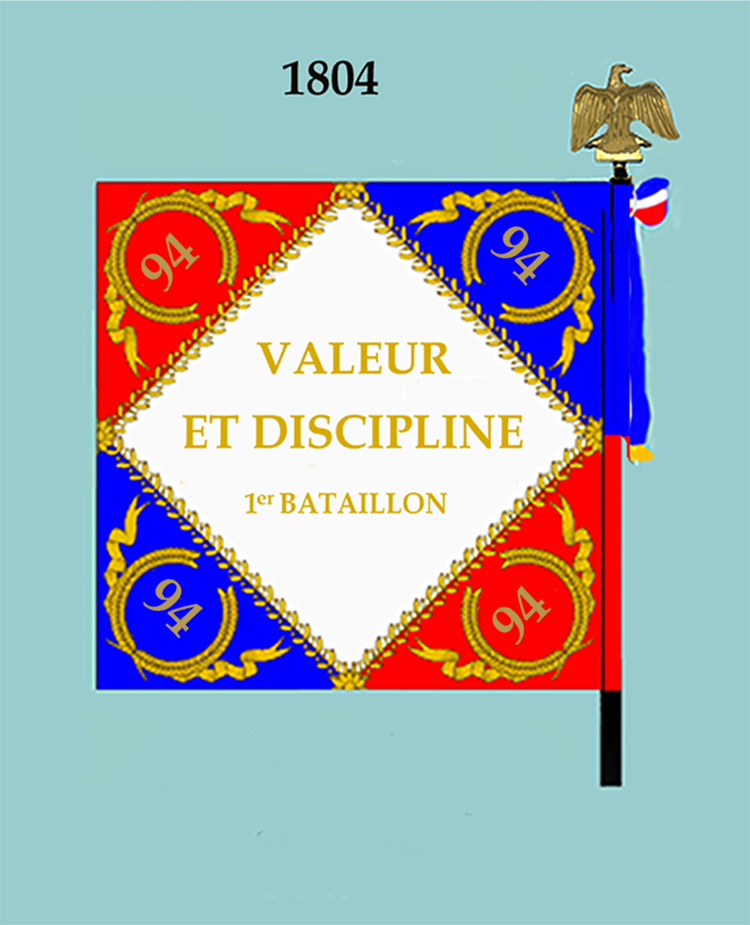
Modell 1804 Rückseite
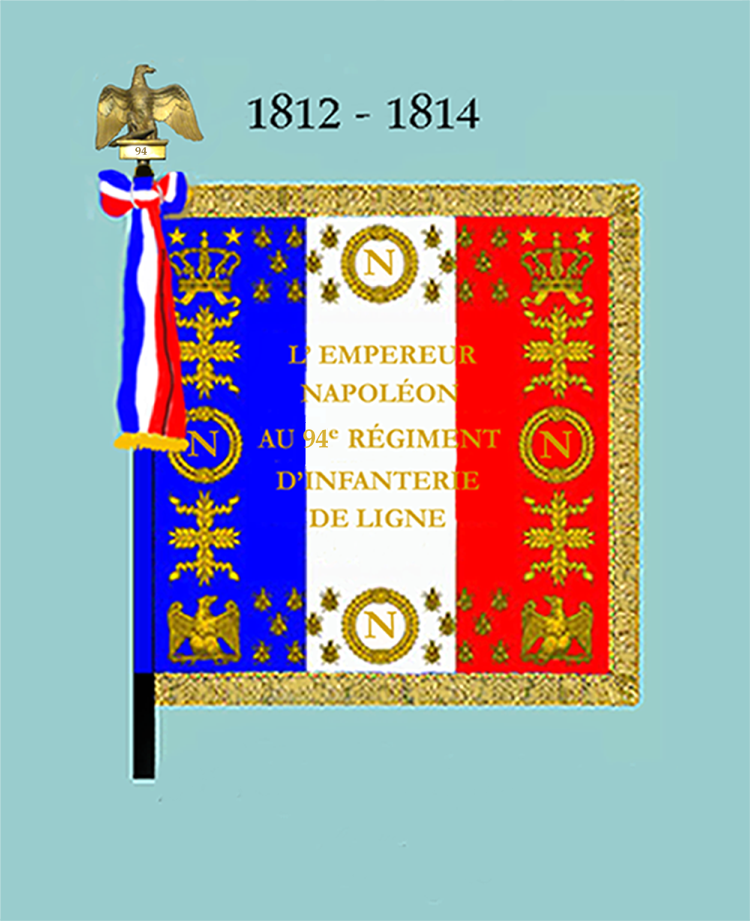
Modell 1812
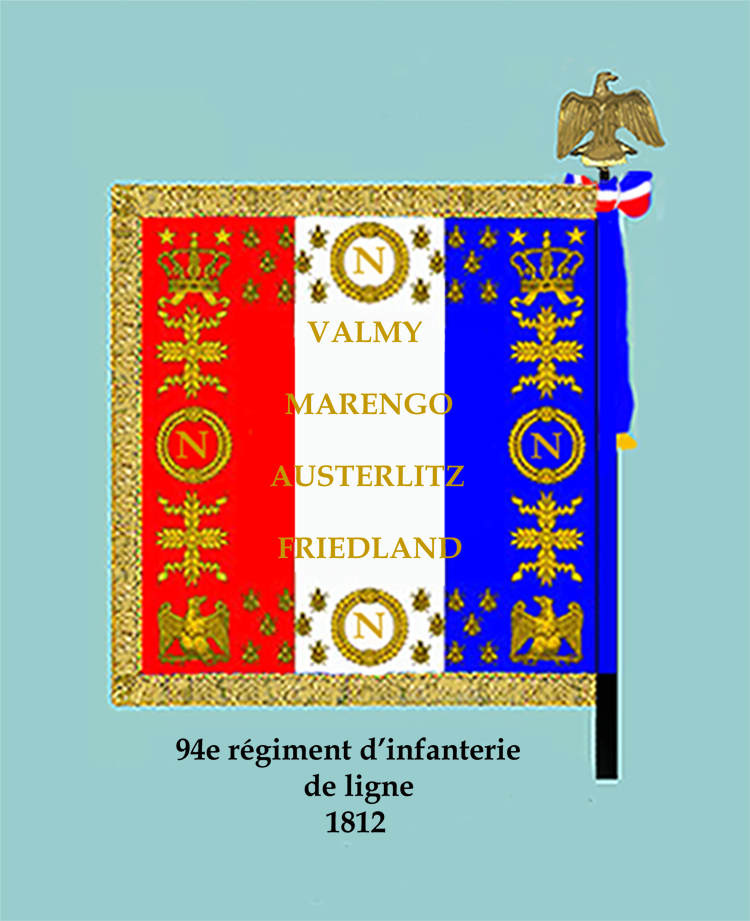
Modell 1812
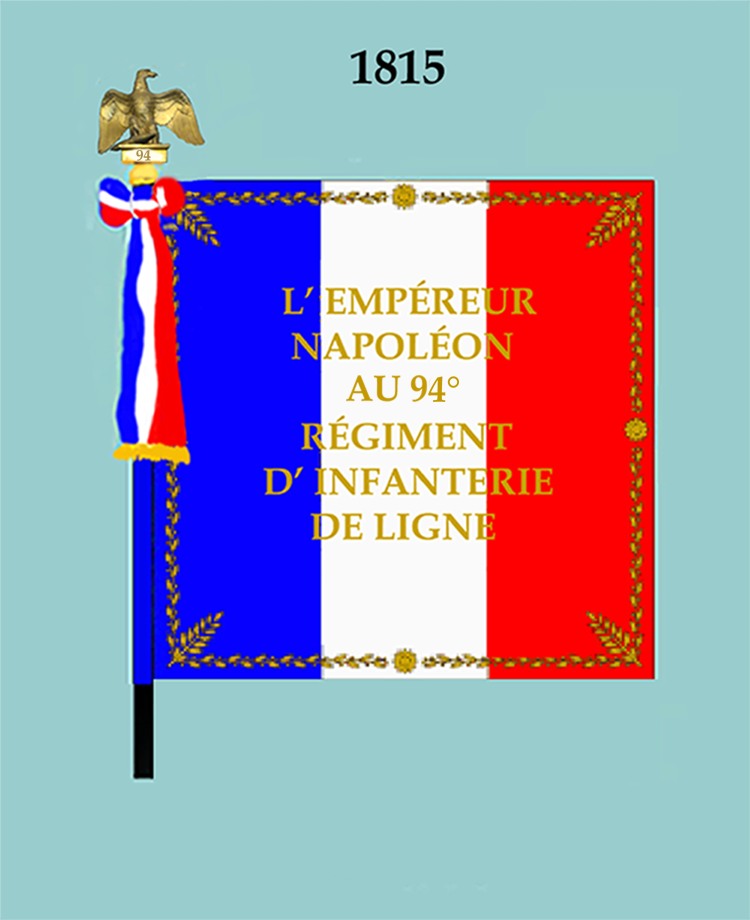
Modell 1815
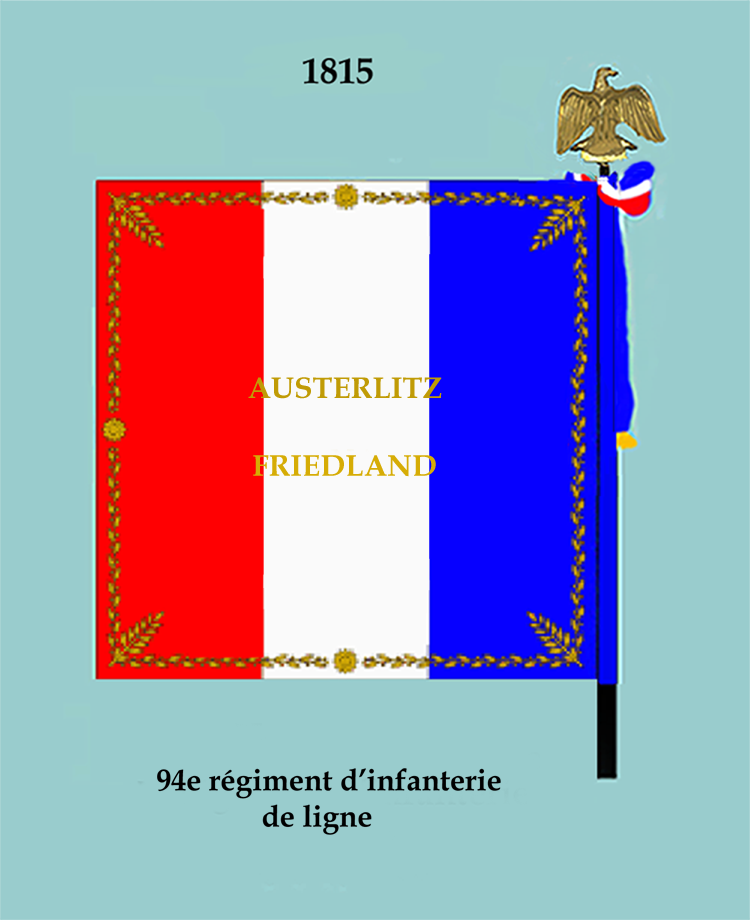
Modell 1815
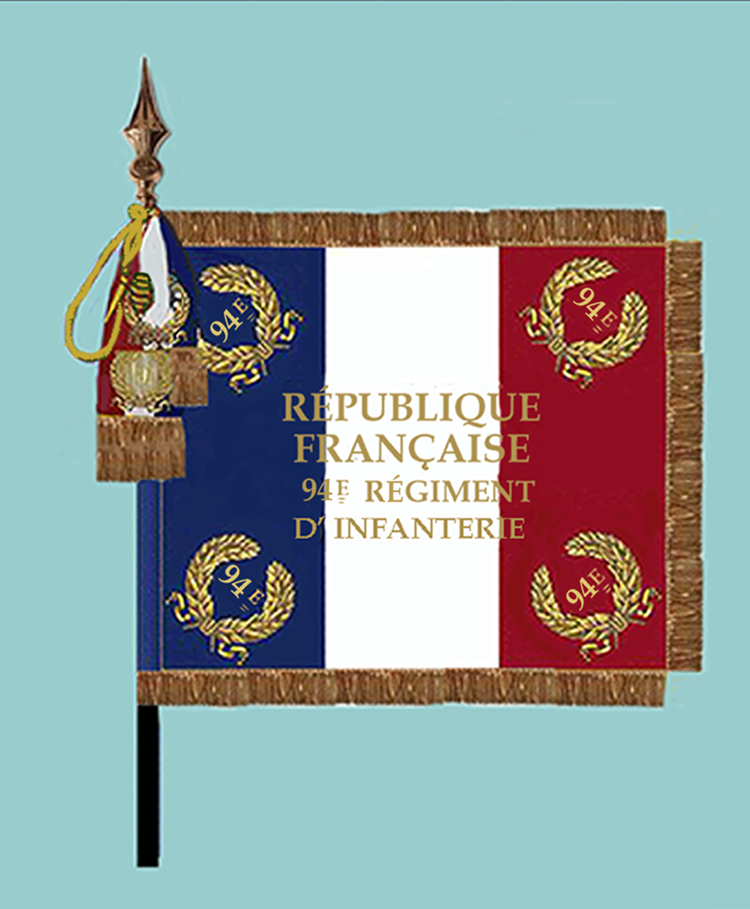
Modell 1880 Vorderseite
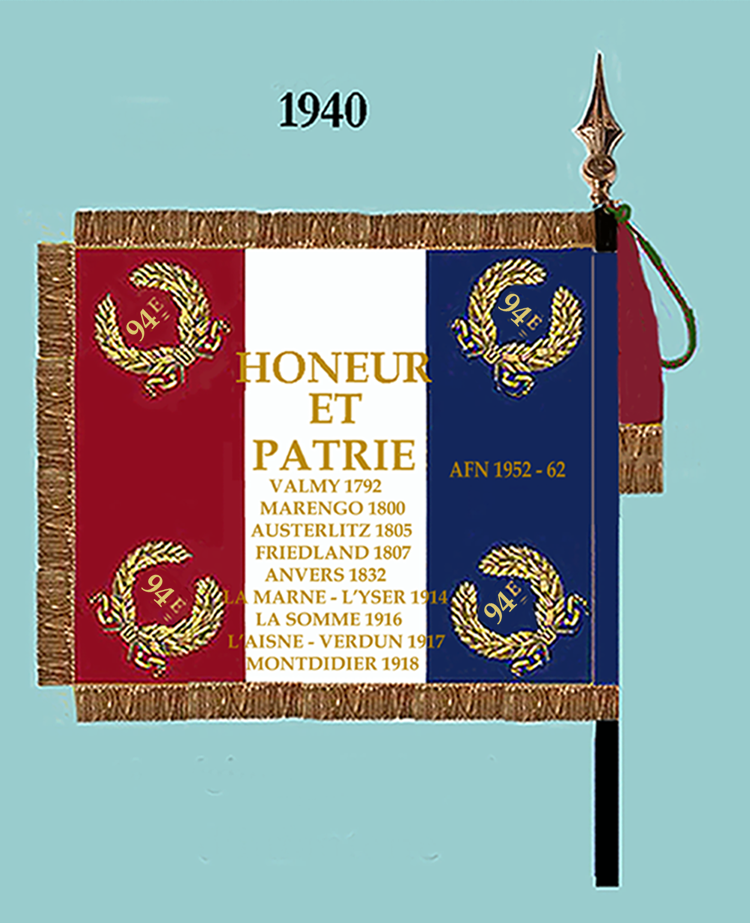
Modell 1880 Rückseite

Die Inschrift „Anvers 1832“ auf der Fahne bezieht sich auf das 19. leichte Infanterieregiment, das die Traditionslinie zwischen 1820 und 1855 weitergeführt hat.

## Auszeichnungen
Das Fahnenband ist mit dem Croix de guerre 1914–1918 mit fünf Palmenzweigen für fünfmalige lobende Erwähnung im Armeebericht und einem goldenen Stern für eine lobende Erwähnung im Korpsbericht ausgezeichnet. Die Angehörigen des Regiments haben das Recht (auch bei einer möglichen Wiederaufstellung), die Fourragère in den Farben der Médaille militaire zu tragen.

## Tradition
Am 1. September 2005 wurde das Regiment zum Traditionsverband des Centre d’entraînement aux actions en zone urbaine (CENZUB – Häuserkampf-Ausbildungszentrum) auf dem Truppenübungsplatz Camp de Sissonne bestimmt.
Am 1. Juli 2013 änderte das CENZUB seinen Namen in: „CENZUB/94e Régiment d’infanterie“. Somit wird bei offiziellen Anlässen vom CENZUB allein die Fahne des 94e RI geführt.

## Sonstiges
Ab 1779 gehörte Hans Axel von Fersen, Favorit der französischen Königin Marie-Antoinette, dem Regiment an.